# Хлорелловые
Хлоре́лловые (лат. Chlorellaceae) — семейство зелёных водорослей, отнесённых к порядку Хлорелловые.

## Описание
Таллом одноклеточный, несколько клеток могут образовывать скопления. Клетки от шаровидных до короткоцилиндрических со всеми промежуточными формами, у многих представителей покрытые слоем слизи.
В клетке обыкновенен один пристенный хлоропласт, либо же их несколько, с пиреноидом или без него. Клеточная оболочка гладкая или бородавчатая, у некоторых представителей с рёбрышками, двух- или трёхслойная (внешний слой спорополлениновый, внутренний — целлюлозный).
Размножаются автоспорами, высвобождающимися при разрыве оболочки материнской клетки.

## Представители
- Acanthosphaera Lemmerm., 1899
- Actinastrum Lagerh., 1882 — Актинаструм
- Apatococcus F.Brand, 1925
- Apodococcus Hindák, 1984
- Auxenochlorella (Shihira & R.W.Krauss) Kalina & Punčoch., 1987
- Catena Chodat, 1900
- Chlorella Beij., 1890 — Хлорелла
- Chloroparva Somogyi, Felföldi & L.Vörös, 2011
- Closteriopsis Lemmerm., 1899 — Клостериопсис
- Compactochlorella Krienitz, C.Bock, Kotut & Pröschold, 2012
- Coronastrum R.H.Thomps., 1938
- Cylindrocelis Hindák, 1988
- Diacanthos Korshikov, 1953
- Dicellula Svirenko, 1926 — Дицеллюла
- Dicloster C.C.Jao, Y.X.Wei & H.C.Hu, 1976
- Dictyosphaerium Nägeli, 1849 — Диктиосфериум
- Didymogenes Schmidle, 1905
- Eomyces F.Ludw., 1894
- Fissuricella Pore, D'Amato & Ajello, 1977
- Follicularia V.V.Mill., 1924
- Geminella Turpin, 1828
- Gloeotila Kütz., 1843
- Golenkiniopsis Korshikov, 1953 — Голенкиниопсис
- Hegewaldia Pröschold, C.Bock, W.Luo & Krienitz, 2010
- Helicosporidium Keilin, 1921
- Heynigia C.Bock, Pröschold & Krienitz, 2010
- Hindakia C.Bock, Pröschold & Krienitz, 2010
- Hormospora Bréb., 1839
- Kalenjinia Krienitz, C.Bock, Kotut & Pröschold, 2012
- Keratococcus Pascher, 1915
- Kermatia Kalina & Punčoch., 1987
- Leptochlorella Neustupa, Veselá, Němcová & Škaloud, 2013
- Marasphaerium Krienitz, C.Bock, Kotut & Pröschold, 2012
- Marinichlorella Aslam, W.Shin, M.K.Kim, W.T.Im & S.T.Lee, 2007
- Marvania Hindák, 1976
- Masaia Krienitz, C.Bock, Kotut & Pröschold, 2012
- Meyerella M.W.Fawley & K.P.Fawley, 2005
- Micractinium Fresen., 1858 — Микрактиний
- Muriella J.B.Petersen, 1932
- Nannochloris Naumann, 1921
- Nanochlorum C.Wilh., Eisenb., A.Wild & R.Zahn, 1982
- Palmellochaete Korshikov, 1953
- Parachlorella Krienitz, E.Hegewald, Hepperle, V.Huss, T.Rohr & M.Wolf, 2004
- Planktochlorella Škaloud & Němcová, 2014
- Podohedra Düringer, 1958
- Podotheca W.Krüger, 1894
- Pseudochloris Somogyi, Felföldi & L.Vörös, 2013
- Pseudosiderocelopsis A.Massalski, Mrozińska & Olech, 1999
- Pumiliosphaera Darienko & Pröschold, 2015
- Raphidonema Lagerh., 1892
- Siderocelis (Naumann) Fott, 1934 — Сидероцелис
- Siderocelopsis Hindák, 1988
- Zoochlorella K.Brandt, 1881